# Beechcraft Model 18
Бичкрафт Модель 18 (Beechcraft Model 18) — американский лёгкий пассажирский самолёт. Самолёт внешне похож на Lockheed Model 12 Electra Junior.
Производился фирмой Beech Aircraft Corporation с 1937 по 1970 год в более чем 32-х модификациях.
Кроме непосредственно перевозок, использовался в качестве двухмоторного учебного самолёта, а версия AT-11 использовалась для обучения бомбардиров и башенных стрелков. Версия для ВМС США получила обозначение SNB. Два двигателя позволяли самолёту поднимать значительный груз или пассажиров, а также повышали выживаемость самолёта в случае отказа одного из них. Если необходимо было увеличить дальность полёта, то самолёт мог перевозить внутри себя дополнительное топливо. Версии C-45 и SNB использовались военными для обучения и перевозок людей вплоть до конца 1950-х годов. В наши дни значительно число этих самолётов летают в рядах гражданской авиации.

## Боевое применение

### Корейская война
Всего в ходе войны было потеряно 4(1 поврежден, и возможно не безвозвратно потерян) самолета.

## Модификации
Вооружённые силы США использовали Beechcraft 18 в качестве лёгкого военно-транспортного самолёта под обозначениями C-45 (1401 машина ВВС США) и JRB (377 машин ВМС США).
На базе самолёта было произведено множество учебных самолётов. Первой учебной модификацией ВВС армии США стал навигационный учебный самолёт AT-7. Всего было построено 577 учебных самолётов AT-7A с радиальными двигателями R-985-25 (450 л.с.), 6 гидросамолётов AT-7A, 9 машин AT-7B (зимняя модификация) и 549 AT-7C с двигателями R-985-AN-3.
Учебный самолёт для обучения бортстрелков и бомбардиров получил обозначение AT-11. Он получил двигатели R-985-AN-1, верхнефюзеляжную огневую точку и переработанный нос, с прицелом для бомбометания и местом для стрелка. Производство было начато в 1941 году, всего было построено 1582 самолёта.
Для ВМС США было построено 1364 приблизительно похожих самолётов: 320 самолётов SNB-1 (эквивалентны AT-11), 509 самолётов SNB-2 (похожи на AT-7), 376 SNB-2с (похожи на AT-7с).
Шести или семиместный учебный самолёт Beech AT-11 Kansan имел максимальную скорость в 356 км/час (на уровне моря) и практическую дальность полёта в 1370 км. AT-11 поставлялся во многие страны Европы и Южной Америки, в том числе ВВС Турции и Бразилии.

## Лётно-технические характеристики (UC-45 Expeditor)

### Технические характеристики
- Экипаж: 2 человека
- Пассажировместимость: 6 человек
- Длина: 10,41 м
- Размах крыла: 14,53 м
- Высота: 2,95 м
- Площадь крыла: 32,4 м²
- Масса пустого: 2800 кг
- Масса снаряжённого: 3400 кг
- Максимальная взлётная масса: 3959 кг
- Двигатели: 2× радиальных Pratt & Whitney R-985-AN-1 «Wasp Junior»
- Мощность: 2×450 л. с. (336 кВт)

### Лётные характеристики
- Максимальная скорость: 360 км/ч
- Практическая дальность: 1900 км при скорости 260 км/ч
- Практический потолок: 7930 м
- Скороподъёмность: 9,4 м/сек.

## Страны-эксплуатанты
- США
- Боливия — в 1943 году из США было поставлено два самолёта AT-7[3] и два самолёта AT-11[4], в 1954 году — два самолёта C-45G «Expeditor»[5]; все они поступили на вооружение транспортной авиации военно-воздушных сил Боливии.
- Гватемала — в марте 1947 года из США для ВВС Гватемалы было поставлено шесть самолётов AT-11B[6], в 1949 году военно-техническая помощь США была прекращена, в связи с нехваткой запасных частей в июне 1954 года на вооружении оставались только четыре самолёта АТ-11B и один из них был уничтожен в ходе боевых действий[7].
- Сальвадор — 30 октября 1947 года по программе ARP (American Republic Project) США передали военно-воздушным силам Сальвадора один AT-11B (серийный номер 42-37347), который прибыл в страну в мае 1948 года (после завершения программы обучения пилотов и авиатехников в зоне Панамского канала)[8]. Исключён из состава военно-воздушных сил в 1954 году[9]
- Куба — в течение 1947 года из США были получены два AT-7, два AT-11 и один UC-45F «Expeditor»[10]
- Эквадор — в течение 1947 года из США были получены 10 самолётов C-45B «Expeditor»[11]
- Гондурас — в 1949 году из США были поставлены 12 самолётов C-45 «Expeditor», которые поступили на вооружение военно-воздушных сил Гондураса[12].
- Коста-Рика — в 1950 году США поставили Министерству общественной безопасности Коста-Рики один самолёт C-45F (номер TI-505SP), который использовался до 1960 года[13].
- Никарагуа — в 1956 году из США были поставлены 7 самолётов C-45 Expeditor, которые поступили на вооружение транспортной эскадрильи военно-воздушных сил Никарагуа[14].